# Grand-Santi

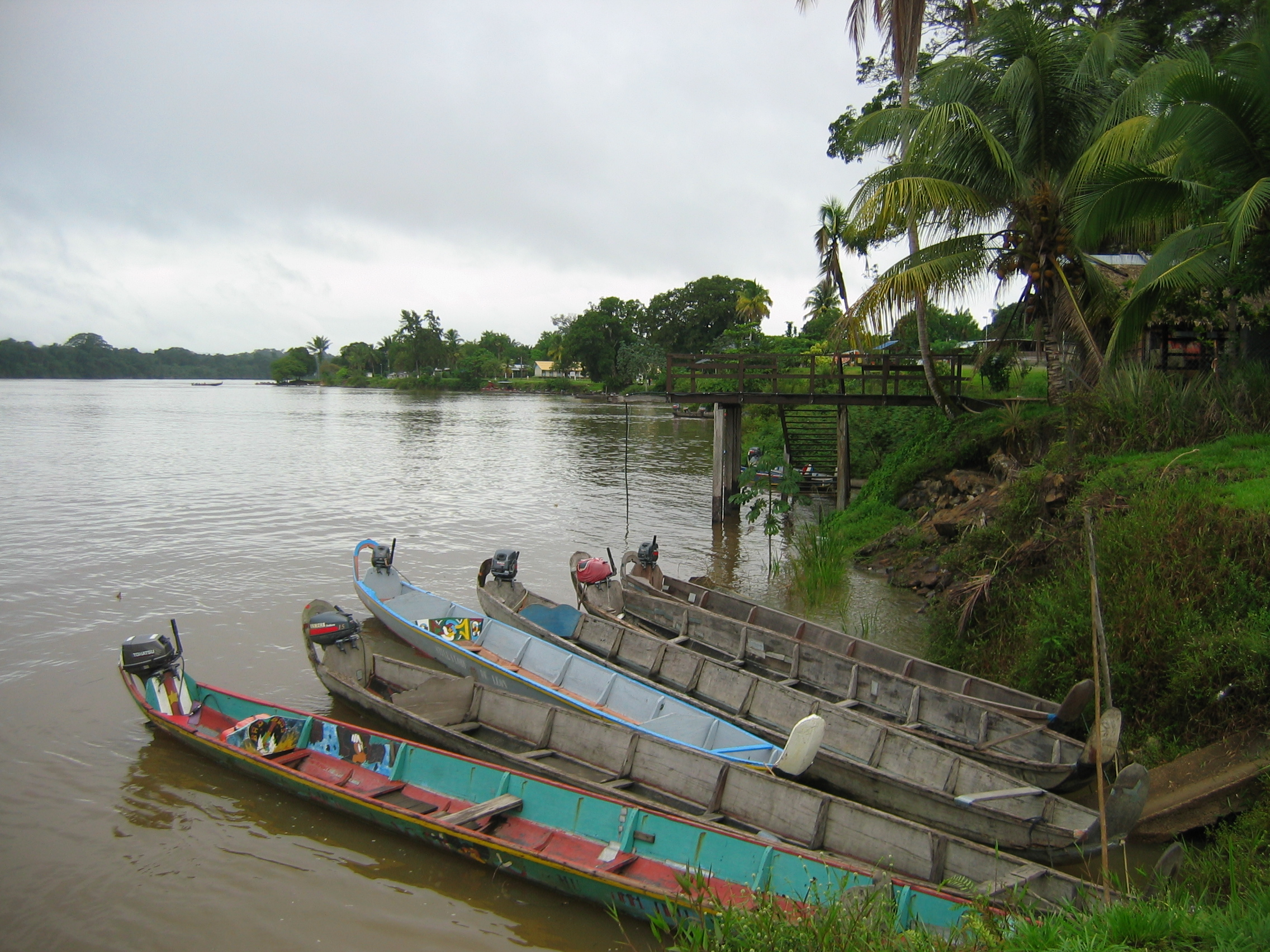
Puerto de la villa de Grand-Santi.

Grand Santi es una comuna ubicada al oeste de la Guayana Francesa.
Fue nombrada originalmente Grand-Santi-Papaichton e incluía las ahora comunas independientes de Apatou y Papaïchton. El 12 de noviembre de 1976, Apatou fue segregado de la comuna y el 1 de enero de 1993, fue separado Papaichton. Desde esa fecha el nombre de la comuna fue cambiado a Grand-Santi.
Tiene un área de 2.112 km² y una población de 5.526 habitantes (en 2011).